# Festivali i Këngës 2011
Il cinquantesimo Festivali i Këngës si è tenuto il 26, 27 e 29 dicembre 2011 presso il palazzo dei Congressi di Tirana e ha selezionato il rappresentante dell'Albania all'Eurovision Song Contest 2012 di Baku, in Azerbaigian.
La vincitrice del festival è stata Rona Nishliu con Suus.

## Organizzazione
Radio Televizioni Shqiptar ha confermato la partecipazione all'Eurovision Song Contest 2012 durante Historia nis këtu, programma televisivo albanese, confermando anche la produzione del Festivali i Këngës come metodo di selezione nazionale.

## Partecipanti
La lista completa dei cantanti e singoli partecipanti e dei relativi autori.
| Artista              | Titolo                   | Musica (m) e testo (t)                              |
| -------------------- | ------------------------ | --------------------------------------------------- |
| Altin Goci           | Kthehem prap             | Altin Goci (m) e K. Shehu (t)                       |
| Bashkim Alibali      | Këngën time merr vehtë   | Bashkim Alibali (m) e Jorgo Papingji (t)            |
| Bojken Lako & Breza  | Të zakonshëm             | Bojken Lako (m & t)                                 |
| Claudio La Regina    | Kur të pasha             | Flli Scaravaglione (m) e Claudio La Regina (t)      |
| Dr. Flori            | Personale                | Florian Kondi (m & t)                               |
| Elhaida Dani         | Mijëra vjet              | Endri Sina (m) e Sokol Marsi (t)                    |
| Elton Deda           | Kristal                  | Elton Deda (m) e Sokol Marsi (t)                    |
| Endri & Stefi Prifti | Illuzion                 | Voltan Prodani (m) e Timo Flloko (t)                |
| Entela Zhula         | Ndjehem Bosh             | Edmond Veizaj (m) e Entela Zhula (t)                |
| Evans Rama           | Ti nuk mundesh           | Fabian Asllani (m) e Iris Hoxha (t)                 |
| Frederik Ndoci       | Oh... jeta ime           | Lejla Agolli (m) e Frederik Ndoci (t)               |
| Gerta Mahmutaj       | Pyete zemrën             | Flamur Shehu (m) e Rozana Radi (t)                  |
| Goldi Halili         | Rroj për dashurinë       | Fatrin Krajka (m) e Agim Doçi (t)                   |
| Hersi Matmuja        | Aty ku më le             | Shpëtim Kushta (m) e Agron Tufa (t)                 |
| Iris Hoxha           | Pa ty                    | Edmon Rrapi (m) e L. Shqiponja (t)                  |
| Kamela Islamaj       | Mbi yje                  | Alban Male (m) e I. Sojli (t)                       |
| Kujtim Prodani       | Digjem                   | Kujtim Prodani (m) e A. Biba (t)                    |
| Mariza Ikonomi       | Më ler të të dua         | Sokol Marsi (m) e Jorgo Papingji (t)                |
| Marjeta Billo        | Vlen sa një jetë         | Klodian Qafoku (m) e Arben Duka (t)                 |
| Marsida Saraçi       | Eja më merr              | Enis Mullaj (m) e Arbër Arapi (t)                   |
| Orinda Huta          | Dorëzohem                | Alban Kondi (m) e Tyrin Hyska (t)                   |
| Rona Nishliu         | Suus                     | Florent Boshnjaku (m) e Rona Nishliu (t)            |
| Rudina Delia         | Më kërko                 | Luan Zhegu (m) e Rudina Delia (t)                   |
| Toni Mehmetaj        | Ëndrra e parë            | Edmond Zhulali (m) e Agim Doçi (t)                  |
| Saimir Braho         | Ajër                     | Ilir Dangellia (m), I. Kurti (t) e Saimir Braho (t) |
| Samanta Karavello    | Zgjomë një tjetër ëndërr | Gent Myftaraj (m) e Pandi Laço (t)                  |
| Sindi Berisha        | Braktisur                | Kristi Popa (m) e P. Truja (t)                      |
| Xhensila Myrtezaj    | Lulet mbledh për hënën   | Genti Lako (m) e Perikli Papingji (t)               |

## Finale
| #  | Artista              | Titolo                   | Punti | Posizione |
| -- | -------------------- | ------------------------ | ----- | --------- |
| 1  | Bojken Lako & Breza  | Të zakonshëm             | 18    | 10        |
| 2  | Saimir Braho         | Ajër                     | 50    | 3         |
| 3  | Marjeta Billo        | Vlen sa një jetë         | 0     | 14        |
| 4  | Herciana Matmuja     | Aty ku më le             | 0     | 14        |
| 5  | Xhensila Myrtezaj    | Lulet mbledh për hënën   | 8     | 13        |
| 6  | Toni Mehmetaj        | Ëndrra e parë            | 10    | 12        |
| 7  | Iris Hoxha           | Pa ty                    | 19    | 9         |
| 8  | Gerta Mahmutaj       | Pyete zemrën             | 0     | 14        |
| 9  | Bashkim Alibali      | Këngën time merr vehtë   | 0     | 14        |
| 10 | Altin Goci           | Kthehem prap             | 38    | 5         |
| 11 | Elton Deda           | Kristal                  | 55    | 2         |
| 12 | Endri & Stefi Prifti | Iluzion                  | 25    | 6         |
| 13 | Rona Nishliu         | Suus                     | 77    | 1         |
| 14 | Kamela Islamaj       | Mbi yje                  | 25    | 6         |
| 15 | Frederik Ndoci       | Oh... jeta ime           | 0     | 14        |
| 16 | Mariza Ikonomi       | Më ler të të dua         | 13    | 11        |
| 17 | Elhaida Dani         | Mijëra vjet              | 0     | 14        |
| 18 | Rudina Delia         | Më kërko                 | 0     | 14        |
| 19 | Samanta Karavello    | Zgjomë një tjetër ëndërr | 47    | 4         |
| 20 | Dr. Flori            | Personale                | 21    | 8         |

## All'Eurovision Song Contest
L'Albania è stata sorteggiata per partecipare alla prima semifinale in 5ª posizione, ottenendo un 2º posto con 146 punti e qualificandosi per la finale. Esibendosi 3ª, l'Albania ha ottenuto il 5º posto con 146 punti.

### Voto

#### Punti ricevuti dall'Albania
| 12                                                       | 10                                                | 8         | 7           | 6                    |
| -------------------------------------------------------- | ------------------------------------------------- | --------- | ----------- | -------------------- |
| - Austria - Azerbaigian - Italia - Montenegro - Svizzera | - Belgio - Cipro - Grecia - Ungheria - San Marino |           | - Danimarca |                      |
| 5                                                        | 4                                                 | 3         | 2           | 1                    |
| - Finlandia - Israele                                    | - Lettonia - Romania - Spagna                     | - Islanda | - Russia    | - Irlanda - Moldavia |

| 12                                                    | 10                             | 8                    | 7 | 6                                              |
| ----------------------------------------------------- | ------------------------------ | -------------------- | - | ---------------------------------------------- |
| - Italia - Macedonia del Nord - San Marino - Svizzera | - Belgio - Grecia - Montenegro | - Austria - Ungheria |   | - Bosnia ed Erzegovina - Finlandia - Germania  |
| 5                                                     | 4                              | 3                    | 2 | 1                                              |
| - Croazia - Danimarca - Turchia                       | - Bulgaria - Cipro             | - Georgia - Slovenia |   | - Lettonia - Malta - Romania - Serbia - Svezia |

#### Punti assegnati dall'Albania
| Punti | Paese      |
| ----- | ---------- |
| 12    | Montenegro |
| 10    | San Marino |
| 8     | Grecia     |
| 7     | Ungheria   |
| 6     | Cipro      |
| 5     | Romania    |
| 4     | Moldavia   |
| 3     | Svizzera   |
| 2     | Belgio     |
| 1     | Finlandia  |

| Punti | Paese              |
| ----- | ------------------ |
| 12    | Grecia             |
| 10    | Turchia            |
| 8     | Macedonia del Nord |
| 7     | Italia             |
| 6     | Cipro              |
| 5     | Svezia             |
| 4     | Azerbaigian        |
| 3     | Russia             |
| 2     | Germania           |
| 1     | Serbia             |